# サテライン
サテライン（SATELINE）とは、代々木ゼミナールが行う衛星通信方式の講義システム名。なお、建前上は子会社の株式会社日本入試センターの主催である。

## 概要
SatelliteとLineの合成語。学校法人高宮学園の登録商標（第3079893号ほか）である。日本における衛星通信授業の原点ともいえる。
本部校で行われている講義の映像・音声を、本部校の「サテライン地球局」が通信衛星を利用して全国の校舎に生中継する。同時に8つの講義を送信できる「Digital 8ch方式」を採用している。
「代ゼミサテライン予備校」のフランチャイズ展開を行っている。

## システムの概要
- 本部校のサテライン教室にある3台のロボットカメラ（教室最後部に設置されているタイプと、天上から吊り下げられているタイプが存在）をサテライン地球局（代ゼミタワー17階）にあるサブ室で操作し、赤道上空3万6千kmに静止しているJCSAT-2衛星を経由し全国の校舎に配信される。配信時の本部校とのタイムラグは約2.5秒。
- 家庭でも利用されているスカイパーフェクTV!用のチューナーで受信し、各校舎のスクリーン・各個別ブースで放映している。直営各校舎と代ゼミサテライン予備校・代ゼミライセンススクールでは受信に利用するICカードが異なるため、後述する試写会などは直営各校舎のみで受信できるようになっている。
- ロボットカメラにはテレビ局同様に放映しているカメラには赤いランプが点灯し、講師はどのカメラが作動しているかすぐにわかるようになっている。
- 数学や英語などの授業で板書のしやすさを考慮し、2台のカメラを用いて上下・左右の2分割画面での表示が可能。
- 単科ゼミとして受講可能な講座は本部校で録画され、IP回線を用い各校舎に設置されたサーバへ送信される。そして授業日から一週間以降に各校舎の個別ブースで受講できる（フレックス・サテライン）。さらに、個別ブースの使用を認められた時間内であれば巻き戻しや一時停止・早送りが可能であり、再受講・欠席振り替えも可能となっている（ただし手数料が必要だが、欠席振り替えは2012年度から欠席前に申し込み手続きをした場合は無料）。
- 代ゼミサテライン予備校では、フレックス・サテラインシステムを流用したVODシステムを導入している校舎もある。このシステムでは、最短で授業日から2日後に視聴可能となっている。（ただし「緊急モード」操作が必要。3日後より通常視聴可。冬期直前講習会Ⅱ期講座の一部は、試験日が近い等の理由により翌日から視聴可能。）

## 配信内容
- 代ゼミのレギュラー授業を生中継で配信するほか、再放映や高等学校向けのスタジオ収録番組を合間に配信する。
- さらに年に数度行われる試写会も配信。最近では2008年5月25日14:00から「神様のパズル」を放映した。（前述した通り代ゼミサテライン予備校では受信できなかった。）
- 日曜は基本的に講義の配信を行わないため、代ゼミライセンススクールの映像配信に利用されている。
- 各授業前に、代ゼミのインフォメーションCMを放映。以前は、製菓メーカーが代ゼミとタイアップしてチョコレート、ガムのCMを放映していた。

## 補足
- 通信衛星による講義の同時配信は他の予備校でも行っており、河合塾では河合サテライト講座、駿台予備学校では駿台サテネット21、東進ハイスクールではサテライブと呼ばれる。河合塾や駿台予備学校では生の授業ではなくスタジオでの収録映像を用いることが多く、3Dグラフィックなどが併用される場合もある。これらの衛星配信システムは「時間貸し」であることがサテラインとの大きな相違点で、サテラインは回線ごと株式会社日本入試センターが買い取っているため事実上24時間放送が可能な本格的な「テレビ局」といえる。最近ではこの長所を生かし「代ゼミライセンススクール」として、伊藤塾などと提携し、司法試験、公務員試験、教員採用試験などの対策講座を配信している。
- かつて英語で人気があった原秀行のように、講義中に放送禁止用語などわいせつな発言を連発する[1]ため人気があってもサテラインには出してもらえない講師もいた。
- 授業前に教室にはBGMが流れる。2013年度現在、少なくともSOUND BANKで売られているCROSSOVER12(16)のVol 1～3の全曲を使用している。
- HD画質・アスペクト比16:9での配信は2013年度になってようやく行われるようになった。